# Lundström Knoll
Lundström Knoll är en kulle i Antarktis. Den ligger i Östantarktis. Storbritannien gör anspråk på området. Toppen på Lundström Knoll är 1 400 meter över havet.
Terrängen runt Lundström Knoll är platt åt nordost, men åt sydväst är den kuperad. Trakten är obefolkad. Det finns inga samhällen i närheten.